# Johnny Simmons (baloncestista)
John Earl "Johnny" Simmons (Birmingham, Alabama, 7 de julio de 1924-Farmingdale, Nueva York, 1 de agosto de 2007) fue un jugador de baloncesto y de béisbol estadounidense que disputó una temporada en la BAA, además de jugar en varias ligas menores de su país y en las Grandes Ligas de Béisbol. Con 1,85 metros de estatura, jugaba en la posición de base y como outfielder en béisbol. Era hermano del también jugador profesional Connie Simmons.

## Trayectoria deportiva

### Universidad
Su etapa universitaria transcurrió con los Violets de la Universidad de Nueva York, siendo uno de los primeros alumnos de la institución en acceder a profesionales.

### Profesional
Comenzó su andadura profesional en 1946, fichando por los Boston Celtics de la BAA, donde jugó una temporada junto a su hermano Connie, en la que promedió 5,3 puntos por partido.
Jugó posteriormente con los Albany-Troy Celtics de la New York State Professional League, y con los Schenectady Packers de la ABL, tres partidos en los que promedió 2,0 puntos, jugando además una temporada con los Washington Senators de las Grandes Ligas de Béisbol.

## Estadísticas de su carrera en la BAA

### Temporada regular
| Temporada | Edad | Equipo         | Liga | P  | TIT | MIN | TC  | TCA | %TC  | 3P | 3PA | %3P | TL  | TLA | %TL  | R.OF. | R.DEF. | REB | ASIS | ROB | TAP | PER | FP  | PTS |
| 1946-47   | 22   | Boston Celtics | BAA  | 60 |     |     | 2.0 | 7.2 | .280 |    |     |     | 1.3 | 2.1 | .614 |       |        |     | 0.5  |     |     |     | 1.3 | 5.3 |
| Total     |      |                | BAA  | 60 |     |     | 2.0 | 7.2 | .280 |    |     |     | 1.3 | 2.1 | .614 |       |        |     | 0.5  |     |     |     | 1.3 | 5.3 |